# Auburn (Indiana)
Auburn é uma cidade localizada no estado americano de Indiana, no Condado de DeKalb.

## Demografia
Segundo o censo americano de 2000, a sua população era de 12.074 habitantes. 
Em 2006, foi estimada uma população de 12.802, um aumento de 728 (6.0%).

## Geografia
De acordo com o United States Census Bureau tem uma área de 
17,2 km², dos quais 17,2 km² cobertos por terra e 0,0 km² cobertos por água. Auburn localiza-se a aproximadamente 262 m acima do nível do mar.

## Localidades na vizinhança
O diagrama seguinte representa as localidades num raio de 16 km ao redor de Auburn. 